# 엘리트그룹 컴퓨터 시스템스
엘리트그룹 컴퓨터 시스템스 주식회사(Elitegroup Computer Systems Co., Ltd, (ECS;중국어: 精英電腦股份有限公司, 병음: jīngyīng diànnǎo gǔfèn yǒuxiàn gōngsī))는 중화민국의 전자 회사이다.
아수스(Asus), 기가바이트 테크놀러지(Gigabyte Technology), 에이에스락(ASRock), 그리고
마이크로 스타 인터네셔널(MSI)에 이어 2002년 2천4백만개의 개인용 피씨 마더보드를 생산해
세계에서 5번째로 큰 업체다.
이러한 마더보드의 거의 대부분은 OEM 고객을 위해 생산되며, 아이비앰, 컴팩,
조스톰과 같은 브랜드 네임이 있는 회사들의 시스템에 조립되고 판매된다.

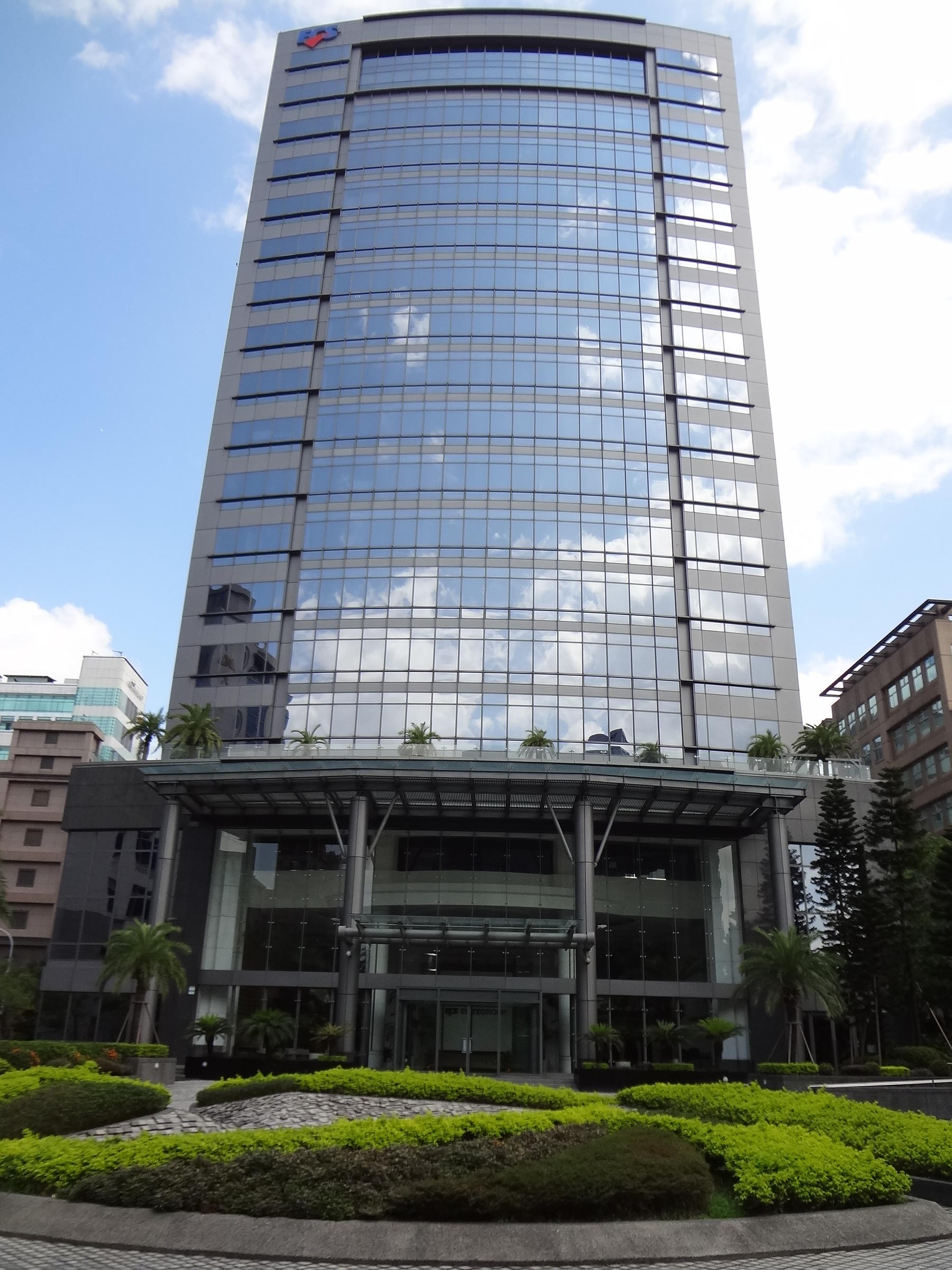
타이페이 네이후 지역에 있는 ECS 본사빌딩.

회사는 이후로 제품군을 확장하는데 집중했다. 엘리트그룹 컴퓨터 시스템스 주식회사가 2006년에 노트북
제조업체 유니윌(Uniwill)의 구매후, 회사는 노트북, 데스크탑 대체 컴퓨터와 멀티미디어 제품을
설계 및 제조를 하기 시작했다.

## 역사
1987년에 설립된 엘리트그룹 컴퓨터 시스템스는 타이완에 본사가 있으며, 북아메리카, 유럽 그리고
환태평양 지역 등에서 운영을 하고 있다.
이 회사는 2005년에는 저가 마더보드의 메이저 제조사인 PCChips을 합병했다.
2003년 6월에 엘리트그룹 컴퓨터 시스템스는 비지니스 위크 잡지의 독보적인 정보 기술 100 리스트에
2년동안 연속으로 올랐다.